# ニュースポート21
『ニュースポート21』（ニュースポートにじゅういち）は、1987年10月19日から1989年3月31日まで新潟テレビ21（当時・NT21）で放送された平日夕方のローカルワイドニュース番組（新潟県ローカルニュース番組）である。

## 概要
平日帯の18時から放送していた『ANNニュースレーダー』が、1989年10月19日から平日のゴールデンタイムにあたる19時20分に『ニュースシャトル』として移動することに伴い、平日18時台の新潟県内のローカルニュース番組として分離・独立してスタート。1989年4月、それまで19時20分から放送されていた『ニュースシャトル』が18:00開始になるのに伴い、ローカルニュースが『NT21ニュースシャトル』として同番組に内包されることになり、番組は終了（『ニュースシャトル』も半年後の1989年9月に終了）。

## キャスター
- 照光真
- 小林智子

## 放送時間
- 18:00 - 18:25[2]